# Bohumil Mraček
Bohumil Mraček (23. prosince 1935, Kladno - 4. července 2020, Kladno) byl český hokejový útočník.

## Hokejová kariéra
V československé lize hrál za CHZ Litvínov. Nastoupil v 8 ligových utkáních, dal 1 gól a měl 1 asistenci.

## Klubové statistiky
| Sezona    | Klub                    | Soutěž  | Základní část | Základní část | Základní část | Základní část | Základní část |
| Sezona    | Klub                    | Soutěž  | Z             | G             | A             | B             | TM            |
| --------- | ----------------------- | ------- | ------------- | ------------- | ------------- | ------------- | ------------- |
| 1955/1956 | Dům armády Karlovy Vary | 2. liga | -             | -             | -             | -             | -             |
| 1956/1957 | Jiskra SZ Litvínov      | 2. liga | -             | -             | -             | -             | -             |
| 1957/1958 | Jiskra SZ Litvínov      | 2. liga | -             | 3             | -             | -             | -             |
| 1958/1959 | Jiskra SZ Litvínov      | 2. liga | -             | 10            | -             | -             | -             |
| 1959/1960 | Jiskra SZ Litvínov      | 1. liga | 8             | 1             | 1             | 2             | -             |